# Prekshya Rajya Lakshmi Devi
Prekshya Rajya Lakshmi Devi (कोमल राज्य लक्ष्मी देवी - Prēkṣā Rājya Lakṣmī Devī; Katmandu, 19 gennaio 1952 – Distretto di Mugu, 12 novembre 2001) è stata principessa consorte del Nepal in quanto moglie del principe Dhirendra del Nepal.

## Biografia

### Infanzia
Prekshya era la sorella della regina titolare del Nepal Komal (ultima Regina del Nepal) e della defunta precedente regina Aishwarya.

### Matrimonio
Della potente casata dei Rana, il 13 maggio 1973 sposò il terzogenito del re Mahendra del Nepal, Dhirendra Bir Bikram Shah Dev (suo cugino di secondo grado). Che divorziò da lei per sposare una donna nepalese, Jaya Shah Pandey, figlia di Bidhi Raj Pandey, il 22 aprile 1987. E che divorziò da lei per sposare una donna britannica, Shirley Greaney (n. 1960 in Canada) nel 1991.
Prekshya, non presente alla cena del massacro reale dove trovò la morte il marito e la sorella regina consorte Aishwarya, morì il 12 novembre 2001 nel Lago Rara per la caduta dell'elicottero a bordo del quale si trovava per tornare nel Nepal.

## Discendenza
Prekshya e suo marito il principe Dhirendra del Nepal ebbero tre figlie:
1. Principessa Puja (1977 – vivente; 44 anni), si sposò con il dottor capitano Rajiv Shahi ed ebbe figli;
2. Principessa Dilasha (11 maggio 1979 – vivente; 42 anni), si sposò con Kumar  Adarsha Bikram Rana ed ebbe figli;
3. Principessa Sitashma (1981 – vivente; 40 anni), si sposò con Abinesh Shah[1] (1975-2008) ed ebbe figli;

## Le tre sorelle Rana
Prekshya è sorella della regina Aishwarya e della ex regina Komal, figlie del luogotenente generale Kendra Shamsher Jang Bahadur Rana e della Rani Sree Rajya Lakshmi Devi, principessa cadetta della famiglia Reale nepalese.
Le tre principesse della famiglia Rana hanno sposato i tre figli del re Mahendra Bir Bikram Shah Dev: Birendra, Gyanendra e Dhirendra; di questi tre, i primi due sono stati a loro volta regnanti.

## Patronati
- Membro del Raj Sabha ("Il Consiglio del Re") (1977).
- Co-Capo del Movimento Scout del Nepal (1975).